# Сражение при Фербеллине (1758)
Сражение при Фербеллине, иначе Сражение у Хакенберга — сражение между пруссаками и шведами произошедшее в годы Семилетней войны. В этом сражении, случившемся 28 сентября 1758 года у города Фербеллин, через два дня после боя у Тармова, победу одержали шведы.

## Накануне сражения
19 сентября шведский отряд занял Фербеллин. Городская хроника так описывает это событие:

«19 сентября в три часа пополудни (к городу) подошли шведы: отряд гусар, батальон Кронпринцева пехотного полка и 30-40 конных фельдегерей. Жители были так напуганы, что, бросив дома и хозяйство, разбежались по окрестным деревням. Солдаты вломились в дома. Шкафы, подвалы и хранилища были взломаны, повреждены и разграблены, лошади и повозки уведены. Также были ограблены церковные кассы в Фербеллине и Ленцке. У тогдашнего почтмейстера Гильберта был очищен целый сарай ячменя и овса».

28 сентября к городу подходит прусский корпус Веделя. Выполняя задание своего короля оттеснить шведов из Бранденбурга, Ведель решает взять Фербеллин штурмом, очистив город от засевшего в нём деташемента шведов.

## Силы сторон
Пруссаки: 5 эскадронов гусар, 5 эскадронов драгун, 2 батальона гренадеров, 4 батальона фузилёров, 4 двенадцатифунтовых пушки и 16 полевых орудий.
Шведы: в городе находился смешанный отряд, в основном, пехоты, численностью приблизительно 800 человек под командованием майора де Карналя, имевший одно шестифунтовое и 2 полевых орудия.

## Ход сражения
Город был обнесён стеной, имевшей на стороне, обращённой к пруссакам, 3 ворот, оборонявшихся отрядами шведской пехоты, каждый из которых имел по одной пушке. Пруссаки атаковали 2 ворот: Мюлентор на северо-западе и Берлинер Тор на юго-востоке. В то время, как атака на ворота Берлинер Тор была отбита, им удалось ворваться в город через Мюлентор. После двухчасовой уличной рукопашной схватки, защитники были выбиты штыковой атакой из города. В тот самый момент, когда разбитый отряд защитников города ретировался по мосту через Рин, приток Хафела, из шведского лагеря прибыло подкрепление. Пруссаки, не ожидавшие атаки, отступили, очистив город. Попытка взять Фербеллин закончилась неудачей.

## Итоги сражения
Случайная неудача пруссаков ничего не изменила на этом участке войны. Шведы отступают всё дальше на север, пока, после целого ряда стычек, или, как тогда говорили, «шармицелей», и боёв с малыми прусскими отрядами не оказываются вновь, в январе 1759 года, за стенами укреплений Штральзунда.